# Лешак
Лешак (серб. Лешак, Lešak; алб. Leshak) — город в Сербии, в автономном крае Косово и Метохия. Населен по преимуществу сербами.

## История
Город впервые упоминается в 1395 году, когда Милица, жена князя Лазаря, подарила село афонскому монастырю Святого Пантелеимона.